# Adolfo Güemes
Adolfo Güemes (Salta, 10 de septiembre de 1873 - Buenos Aires, 4 de octubre de 1947) fue un médico y político argentino, que ejerció el cargo de Gobernador de la Provincia de Salta entre 1922 y 1925.

## Biografía

Escudo de la Familia Güemes.

Era nieto del general Martín Miguel de Güemes, héroe de la Guerra Gaucha, y se doctoró en medicina en la Universidad de Buenos Aires en 1898, con una tesis titulada “Contribución al estudio de la policerosis tuberculosa”, continuando luego sus estudios en Francia, Austria, Alemania y Rusia.
De regreso a su país en 1904, fue médico estable en el Hospital Rivadavia de Buenos Aires, incorporándose a la Unión Cívica Radical. Durante la década del diez se instaló nuevamente en Salta, donde colaboró con los gobiernos radicales e hizo una fuerte campaña a favor del Ferrocarril de Huaytiquina, que conectaría Salta con Chile, que obtuvo la aprobación del presidente Hipólito Yrigoyen en 1922.
En el año 1922 fue elegido gobernador de su provincia, asumiendo el mando el día 1 de mayo. Centró los objetivos de su gestión en la educación y la salud pública y en la austeridad fiscal, que acompañó con su propia austeridad personal.
Creó numerosos parques y plazas en la capital e hizo un enorme progreso en la erradicación del paludismo. Ante el descubrimiento de petróleo en territorio de su provincia, defendió el derecho de la misma a disfrutar de una parte importante de los ingresos que generara.
Al finalizar su mandato regresó a Buenos Aires, donde ejerció la medicina y fue nombrado Profesor Honorario de la Facultad de Medicina.
En 1931, durante la Década Infame, fue candidato de su partido a la vicepresidencia de la Nación, acompañando en la fórmula al expresidente Marcelo T. de Alvear, pero la fórmula fue proscripta: en el caso de Alvear, por no haberse cumplido los seis años ordenados por la ley para ser nuevamente electo, y en el caso de Güemes, por haber simpatizado con el gobierno constitucional de Yrigoyen. De modo que el radicalismo decidió abstenerse en las elecciones presidenciales.
Acusado de connivencia con algunos intentos revolucionarios radicales, fue arrestado en 1933 en la Isla Martín García y trasladado a la Cárcel de Ushuaia, junto con otros dirigentes radicales como Ricardo Rojas, Enrique Mosca, Honorio Pueyrredón y José Luis Cantilo. Al año siguiente presidió el Comité Nacional de la Unión Cívica Radical.
En su testamento donó una chacra que había pertenecido a su abuelo, el general, conocida como “El Carmen de Güemes” para ser destinado a ser una escuela-granja, objetivo que se cumpliría en 1952. También donó al Museo Histórico del Norte, que funciona en el cabildo de la ciudad de Salta, varias obras de arte y antigüedades de su propiedad.
Por su iniciativa se fundó la Agrupación Tradicionalista Gauchos de Güemes en el año 1946, de la cual fue nombrado presidente honorario.
Falleció en la ciudad de Buenos Aires en octubre de 1947, víctima de un infarto; era soltero y no tuvo descendencia.